# Shin Su-hyun
Shin Su-hyun (en hangul, 신수현; nacida el 27 de febrero de 1996) es una actriz de cine y televisión surcoreana.

## Carrera
Shin Su-hyun empezó a trabajar en una empresa a los 19 años, pero a los 23 decidió trasladarse a Seúl y asistir a una escuela de actuación trabajando a tiempo parcial. Había comenzado su carrera apareciendo en programas de audiciones como Mix Nine (JTBC) y Produce 48 (Mnet), con el objetivo de convertirse en cantante ídolo. Posteriormente, firmó un contrato como actriz con la agencia Sublime en 2018. Llegó, pues, de forma tardía al mundo de la actuación, hecho que recuerda como traumático. Para suplir esa falta de preparación, tras su primer papel estuvo seis meses trabajando en obras de teatro. Shin eligió como modelo a seguir a la actriz Jun Ji-hyun.
El primer trabajo en el que apareció como actriz fue la serie web The Reason I Can't Help But Like You, de 2019. Su debut en la televisión tradicional llegó en el mismo año, con el papel de una camarera en la serie Woman of 9.9 Billion. Según reveló la actriz, «antes del rodaje, iba a un bar de cócteles todos los días y aprendí habilidades profesionales como agitar la cocetelera para prepararme».
En 2021 obtuvo un papel de reparto en At a Distance, Spring Is Green, el de la estudiante de secundaria Park Hye-ji. Durante el rodaje de esta serie, Shin fue elegida en una audición para el papel de Cha So-yeon en la producción web Duty After School (TVING, 2023). Era la primera vez que aparecía en un papel importante en un período de tiempo tan largo, pues el rodaje duró casi un año.2023 fue también el año de The Story of Park's Marriage Contract, serie de MBC donde tiene un papel secundario, el de Kim Ha-young. Fue la primera vez en que un director le hizo una oferta para actuar en una serie; aunque se había presentado a las audiciones, el director la llamó solo tras haberla visto en Duty After School. Además, Shin comenzó a principios de ese mismo año el rodaje de lo que sería su debut en la pantalla grande, en el reparto de You Did Great!, que se estrenó el 22 de noviembre del mismo 2023.

## Filmografía

### Cine
| Año  | Título         | Hangul        | Papel  | Notas | Ref.        |
| ---- | -------------- | ------------- | ------ | ----- | ----------- |
| 2023 | You Did Great! | 참, 잘했어요! |        |       | [ 8 ] [ 7 ] |
| 2023 | Usury Academy  | 사채소년      | Sin-ji |       | [ 9 ]       |

### Series de televisión
| Año  | Título                                | Papel        | Canal              | Notas                         | Ref.                 |
| ---- | ------------------------------------- | ------------ | ------------------ | ----------------------------- | -------------------- |
| 2019 | Woman of 9.9 Billion                  | Ji Ha-na     | KBS2               | Debut en televisión           | [ 4 ]                |
| 2019 | The Reason I Can't Help But Like You  | Min-ji       |                    | Serie web                     | [ 3 ]                |
| 2020 | Pop Out Boy!                          | Matilda      | Playlist (YouTube) | Serie web, aparición especial | [ 10 ]               |
| 2021 | At a Distance, Spring Is Green        | Park Hye-ji  | KBS2               |                               | [ 11 ]               |
| 2023 | Duty After School                     | Cha So-yeon  | TVING              | Serie web                     | [ 2 ] [ 3 ]          |
| 2023 | The Story of Park's Marriage Contract | Kim Ha-young | MBC                |                               | [ 12 ] [ 8 ] [ 6 ]   |
| 2023 | Secret Playlist                       | Se-ah        | TVING              | Serie web, aparición especial | [ 13 ]               |
| 2024 | My Sweet Mobster                      | Oficial Song | JTBC               |                               | [ 14 ]               |
| 2025 | Grupo de estudio                      | Lee Ji-woo   | TVING              | Serie web                     | [ 15 ] [ 16 ] [ 17 ] |

## Otras actividades

### Variedades televisivas
| Año  | Publicación | Función     | Canal | Notas                                                          | Ref.   |
| ---- | ----------- | ----------- | ----- | -------------------------------------------------------------- | ------ |
| 2017 | Mix Nine    | Concursante | JTBC  | Del 29 de octubre al 10 de diciembre. Terminó en posición 59.ª | [ 18 ] |
| 2018 | Produce 48  | Concursante | Mnet  | Del 15 de junio al 13 de julio. Terminó en posición 61.ª       | [ 19 ] |

### Vídeos musicales
| Año  | Tema musical                    | Artista      | Ref.   |
| ---- | ------------------------------- | ------------ | ------ |
| 2019 | «Snowflake»                     | Ovan, Vinxen | [ 19 ] |
| 2020 | «The Sound of Rain»             | Yoon Do-hyun | [ 20 ] |
| 2021 | «Magnetic» (feat. Jackson Wang) | Rain         | [ 21 ] |
| 2021 | «Side by Side»                  | The8         | [ 22 ] |

### Sesiones fotográficas
| Año  | Publicación  | Notas          | Ref.         |
| ---- | ------------ | -------------- | ------------ |
| 2023 | Cosmopolitan | Número de mayo | [ 1 ] [ 23 ] |

## Premios y nominaciones
| Año  | Premios | Categoría               | Papel                | Notas                                                            | Resultado | Ref.   |
| ---- | ------- | ----------------------- | -------------------- | ---------------------------------------------------------------- | --------- | ------ |
| 2020 | Grimae  | Mejor actriz revelación | Woman of 9.9 Billion | Premios de la Asociación de Fotógrafos de Radiodifusión de Corea | Ganadora  | [ 24 ] |